# Vassili Tchapaïev
Pour les articles homonymes, voir Tchapaïev.
Vassili Ivanovitch Tchapaïev ou Tchapaev (en russe : Василий Иванович Чапаев; ISO 9 : Vasilij Ivanovič Čapaev) est un militaire russe, né le 9 février 1887 (28 janvier dans le calendrier julien) à Boudaïki (aujourd'hui un quartier de Tcheboksary, en Tchouvachie) et mort le 5 septembre 1919 près de Lbichtchensk (Kazakhstan). Commandant dans l'Armée rouge, il devient un héros de la révolution bolchévique en Union soviétique.

## Biographie
Tchapaïev naît dans une famille de paysans pauvres du village de Boudaïki, qui fait aujourd'hui partie de la ville de Tcheboksary (Tchouvachie). Durant la Première Guerre mondiale, il sert comme sous-officier et est décoré à trois reprises de la croix de Saint-Georges. En septembre 1917, il entre au Parti bolchévique. En décembre, il est élu commandant du 138e régiment d'infanterie par un vote des soldats du régiment. Il commande ensuite la 2e division Nikolaïev (en) et la 25e division de fusiliers (en).
Le 5 septembre 1919, le quartier général de la division, près de Lbichtchensk (en russe : Лбищенск) — nommée aujourd'hui Tchapaïev (en) en son honneur — est attaqué par des blancs. Tchapaïev tente de s'échapper en traversant à la nage le fleuve Oural, sous le feu des mitrailleuses ennemies, mais il disparaît et son corps n'est jamais retrouvé.

## Hommages
Après l'établissement de l'Union soviétique, Tchapaïev est immortalisé comme un héros de la révolution bolchévique dans un livre populaire de Dmitri Fourmanov et par un film, en 1934,. Il devient ultérieurement le personnage récurrent de nombreux anekdots russes. Plus récemment, Tchapaïev figure comme l'un des principaux personnages du roman de Viktor Pelevine Tchapaïev et Poustota (Чапаев и Пустота), ici le nom du personnage, Piotr Poustota, signifiant également le Vide), publié en français sous le titre La Mitrailleuse d'argile (Seuil, 1997 ; Points Seuil, 2005).
Une place de Samara lui est dédiée, la place Tchapaïev.

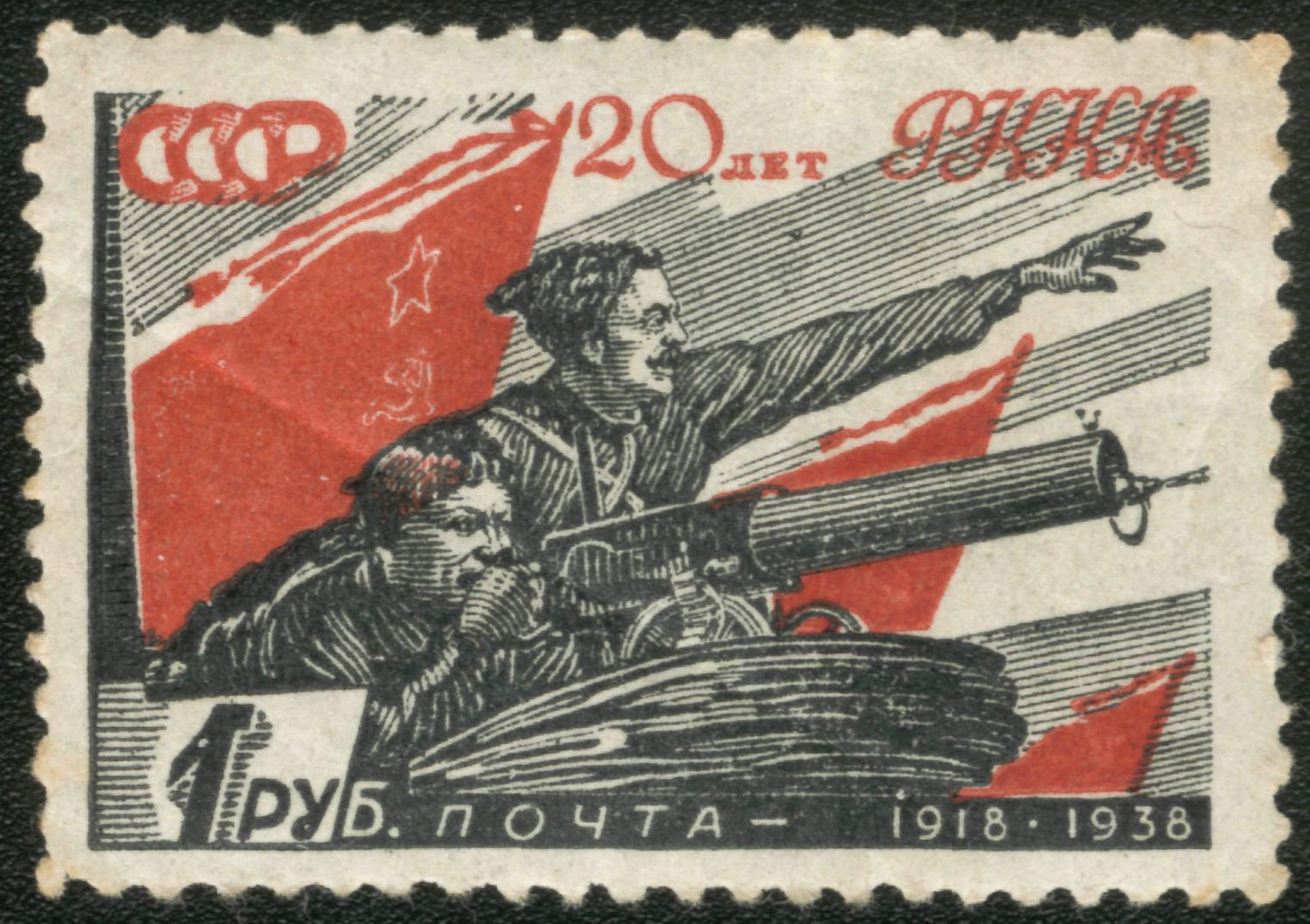
1938